# Parafia św. Wojciecha w Kruszewie
Parafia św. Wojciecha w Kruszewie – parafia rzymskokatolicka, znajdująca się w archidiecezji poznańskiej, w dekanacie czarnkowskim.